# Niké Arrighi
Pour les articles homonymes, voir Arrighi.
Niké Arrighi, née à Nice le 9 mars 1944 et morte le 12 février 2025 à Rome, est une actrice, peintre et graveuse française.

## Biographie

### Jeunesse et formation
Née Marcella Arrighi le 9 mars 1944 à Nice en France, elle est la fille du diplomate italien et ancien journaliste, le comte Ernesto Arrighi, et de la danseuse étoile et mannequin australienne Eleanora (« Nellie ») Douglas Cox, fille du grapheur Douglas Cox. Elle a une sœur, Luciana Arrighi, qui deviendra directrice artistique et costumière.
Son père devenant consul d'Italie en Australie, elle grandit dans le quartier de Vaucluse à Sydney. Il meurt alors qu'elle est encore jeune.

### Carrière de mannequin et d'actrice
Niké Arrighi commence sa carrière professionnelle comme mannequin à Paris avant de s'installer à Londres, où elle étudie l'art dramatique à la Royal Academy of Dramatic Art. En 1967, elle joue le rôle de Corinne dans la série télévisée Les Champions et celui d'une gitane dans la série Le Prisonnier.
Elle a ensuite une petite carrière dans le cinéma, jouant dans des films britanniques, italiens et français, notamment Les Vierges de Satan (1968), Comtesse Dracula (1971) et La Nuit américaine (1973).

### Carrière artistique
Après une carrière de dix ans dans le cinéma et la télévision, Niké Arrighi prend sa retraite au début des années 1970 pour revenir aux arts visuels, qu'elle avait étudié dans sa jeunesse. Spécialisée dans la gravure à l'eau-forte et la peinture à l'huile, elle expose dans de nombreux pays et remporte notamment le premier prix d'art graphique à la Biennale d'art de Hong Kong en 1976.

### Vie privée et mort
En 1977, Niké Arrighi épouse le prince Paolo Borghese. Ils vivent un temps à Hong Kong, où il est ingénieur, avant de s'installer en 1984 en Italie, où elle réside au Palais Borghese à Artena. Son mari meurt en 1999.
Elle meurt à son domicile à Rome le 12 février 2025.

## Filmographie

### Télévision
- 1966 : Ransom for a Pretty Girl : Princess Nadia
- 1967 : Les Champions : Corinne
- 1967 : Le Retour (Le Prisonnier) : la Gitane

### Cinéma
- 1968 : Te casse pas la tête Jerry (Don't Raise the Bridge, Lower the River) : la serveuse portugaise
- 1968 : Les Vierges de Satan (The Devil Rides Out) : Tanith Carlisle
- 1969 : Love (Women in Love) : Contessa
- 1971 : Une saison en enfer (Una stagione all'inferno) de Nelo Risi : Mathilde Verlaine
- 1971 : Bubu
- 1971 : Comtesse Dracula (Countess Dracula) : Fortune Telling Gypsy Girl
- 1971 : Un dimanche comme les autres (Sunday Bloody Sunday)
- 1972 : Trois milliards sans ascenseur : Minouche
- 1973 : La Nuit américaine : Odile
- 1973 : Le Train : Monique Maroyeur
- 1974 : Il profumo della signora in nero (Le Parfum de la dame en noir) : Orchidea
- 1974 : Stavisky... : Édith Boréal